# Mutnedjmet
Mutnedjmet (Mutnodjmet o Mutnodjemet) va ser una reina egípcia de la XVIII dinastia, esposa del faraó Horemheb. El nom Mutnedjmet es pot tradueir com a "El dolç/adorable Mut".

## Títols
Els títols associats a Mutnedjemet són "Princesa hereditària" (iryt-p`t), "Esposa del Gran Rei" (hmt-niswt-wrt), "Gran d'Elogis" (wrt-hzwt), "Dama de Gràcia" (nbt-im3t), "Dolça de l'Amor" (bnrt-mrwt), "Senyora de l'Alt i del Baix Egipte" (hnwt-Shm'w -mhw), "Cantant d'Athor" (hsyt-nt-hwt-hrw), i "Cantant d'Amon" (Sm'yt-nt-imnw).

## Mutnedjmet, germana de Nefertiti
Alguns egiptòlegs han especulat que el nom de Mutnedjemet s'assembla molt al de la germana de Nefertiti, Mutbenret. Aquesta identificació es basava parcialment en el fet que el nom de Mutbenret es podia llegir com Mutnedjmet. Altres egiptòlegs, com Geoffrey Martin, assenyalen que no hi ha cap evidència definitiva que demostri aquesta afirmació. Martin escriu:
El nom de Mutnedjmet no era particularment rar a finals de la XVIII dinastia i, fins i tot si fos germana de Nefertiti, el seu matrimoni amb Horemheb no hauria tingut cap efecte sobre la legitimitat o la candidatura de Horemheb ja que Mutnedjmet (que es representa a les tombes dels nobles d'Amarna) No era ella mateixa de sang reial. En qualsevol cas, qualsevol dels seus antecedents, Mutnedjmet s'hauria pogut casar amb Horemheb una mica abans que es convertís en faraó.

## Monuments i inscripcions

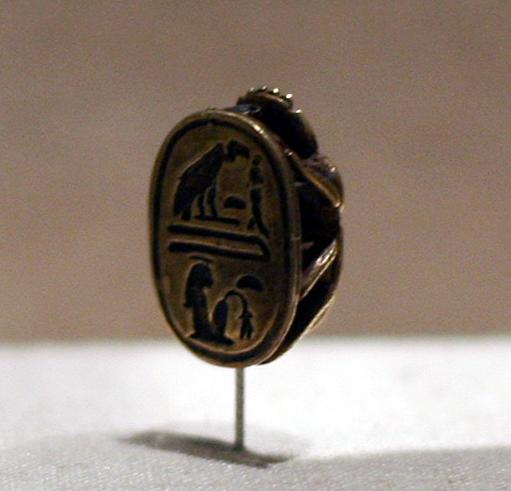
Escarabat atribuït a Mutnedjmet d'abans de convertir-se en reina. Museu de Brooklyn, acc. núm.. 37.715E.

Mutnedjmet apareix en diversos objectes i inscripcions, gràcies als quals la coneixem:
- Una doble estàtua de Horemheb i Mutnedjmet que es va trobar a Karnak, però que ara es troba al Museu Egipci de Torí (1379). Al costat del tron de Mutnedjmet, es representa una esfinx alada que adora al seu propi cartutx. Com a esfinx se la representa amb una corona de plana amb capçalera d'elements vegetals associats a la deessa Tefnut. La part posterior de l'estàtua registra l'ascens al poder de Horemheb.[2]
- Horemheb i Mutnodjemet es mostren a la tomba de Roy (TT255) a Dra Abu el-Naga. La parella reial es mostra fent una ofrena.[5]
- Una de les estàtues colossals a Karnak (costat nord de la desena columna) va ser realitzada en temps de Horemheb i representava originalment a Mutnedjmet. L'estàtua més tard va ser reutilitzada/usurpada i reinscrita per a representar a Ramsès II i Nefertari.[6]
- Mutnedjmet va usurpar diverses inscripcions d'Ankhesenamon a Luxor.[7]
- A la tomba de Saqqara de Horemheb s'hi van trobar estàtues (fragments) i altres elements, inclosos fragments d'alabastre, amb el nom de Mutnodjemet. Algunes d'aquestes peces porten textos funeraris.[8]

## Mort i enterrament
Mutnedjmet va morir poc després de l'any 13 del govern del seu marit, quan passava de la quarantena. Aquestes dades es basen en una inscripció trobada en una jerra de vi que hi havia en una cambra sepulcral de la tomba de Horemheb a Saqqara, a Memfis, i en una estàtua i d'altres articles seus trobats en aquest mateix lloc.
La mòmia es va trobar en una tomba no utilitzada del rei Horemheb, juntament amb la mòmia d'un nadó prematur. Sembla que va ser enterrada a la tomba de Memfis d'Horemheb, al costat de la seva primera esposa Amenia. La mòmia de Mutnedjmet demostra que havia parit diverses vegades, tot i que se sap que l'últim rei de la XVIII dinastia no tenia un hereu viu en el moment de la seva mort. La presència de l'infant inhumat amb Mutnedjmet fa pensar que aquesta reina va morir en el part. Al Museu Britànic hi ha un vas canopi d'aquesta reina.
És possible que la tomba QV33 a la vall de les Reines fos construïda originalment per a ella. La tomba és coneguda com la tomba de Tanedjmet, un personatge desconegut, tanmateix tots dos cartutxos presents amb el seu nom estan danyats i els jeroglífics similars per a ta i mut permeten aquesta interpretació.